# 卡布里島

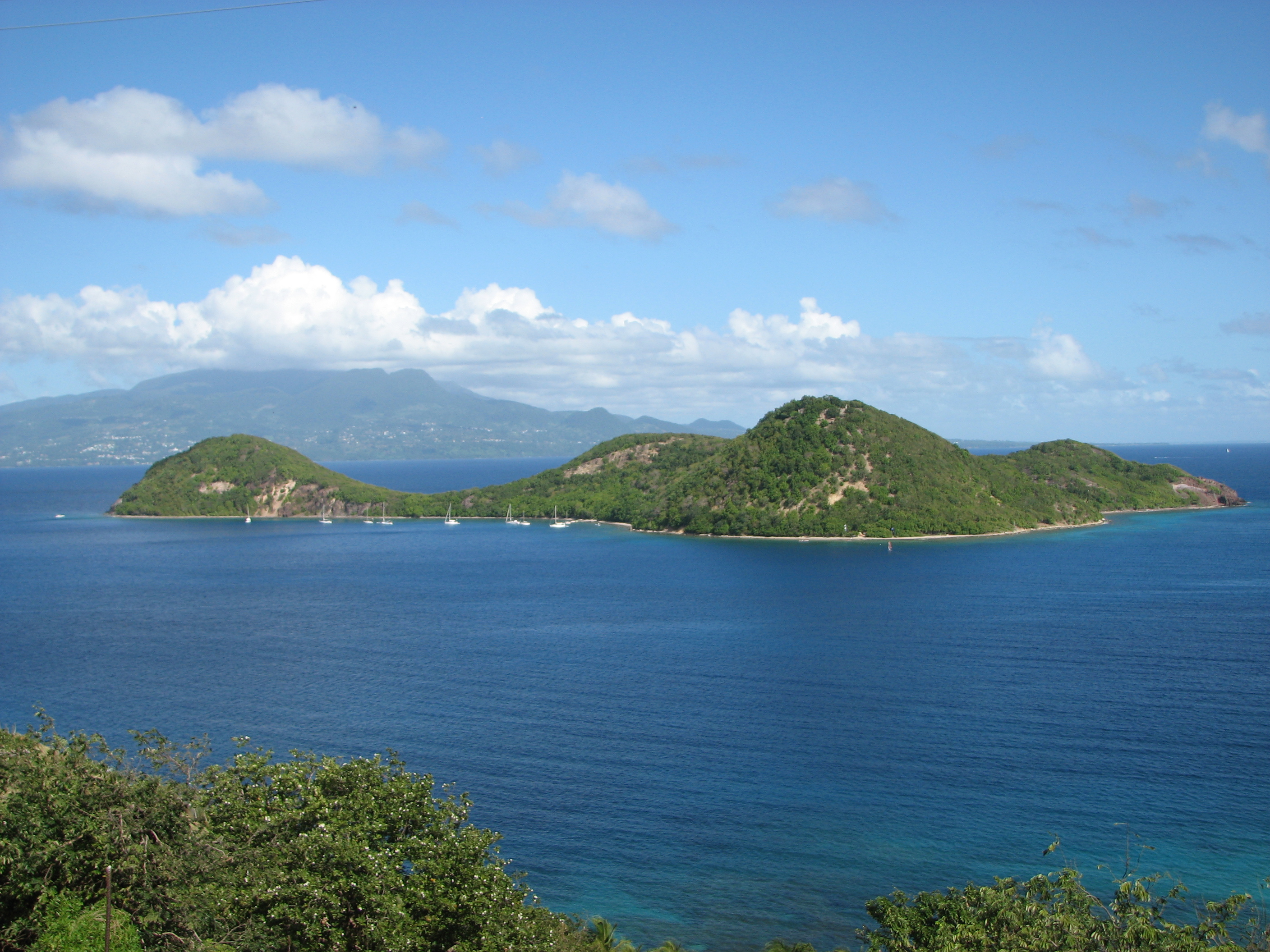

卡布里島（法語：Îlet à Cabrit, Îlet à Cabrit des Saintes）是瓜德羅普的島嶼，位於上島西北1公里，屬於桑特群島的一部分，長1.2公里、寬0.75公里，面積0.45平方公里，最高點海拔高度85米。